# Seven Springs
Seven Springs est une ville américaine située dans le comté de Wayne dans l'État de Caroline du Nord. En 2010, sa population était de 110 habitants.

## Démographie
| 1900 | 1910 | 1920 | 1930 | 1940 | 1950 |
| ---- | ---- | ---- | ---- | ---- | ---- |
| 114  | 179  | 164  | 156  | 170  | 197  |

| 1960 | 1970 | 1980 | 1990 | 2000 | 2010 |
| ---- | ---- | ---- | ---- | ---- | ---- |
| 207  | 188  | 166  | 163  | 86   | 110  |

## Source de la traduction
- (en) Cet article est partiellement ou en totalité issu de l’article de Wikipédia en anglais intitulé « Seven Springs, North Carolina » (voir la liste des auteurs).